# République ambrosienne
1447–1450
Entités précédentes :
- Duché de Milan

Entités suivantes :
- Duché de Milan

La République ambrosienne, en italien Repubblica Ambrosiana, est le nom du gouvernement républicain créé à Milan, en 1447, par un groupe de nobles et de juristes de l'université de Pavie, gibelins et viscontiens, à la suite du vide laissé par la mort du duc de Milan, Philippe Marie Visconti. Elle dure jusqu'au 25 mars 1450, date à laquelle, Francesco Sforza devient de fait duc de Milan.
Elle a été nommée ainsi en hommage à saint Ambroise (Sant'Ambrogio), évêque de Milan de 374 à 397, saint patron de la ville.

## Déroulement

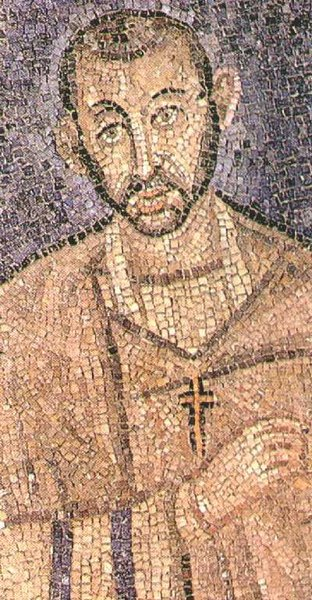
Ambroise (340-397), saint patron de Milan (mosaïque de la basilique Saint-Ambroise)

Aucune disposition testamentaire n'ayant été prise par Philippe Marie, la question restait ouverte de la succession du duché de Milan. Cependant, le testament de Jean Galéas Visconti, père de Philippe Marie, précisait qu'en cas d'absence de descendance masculine (donc en cas de décès de ses deux fils), la succession devait être assumée par sa fille Valentine.
À ce titre, côté français, Charles d'Orléans, fils aîné de Valentine et de Louis Ier d'Orléans, revendiqua la succession. Du côté espagnol, Alphonse V, roi d'Aragon et roi des Deux-Siciles soutenait que Philippe Marie avait testé en sa faveur (en 1435, alors qu'Alphonse était le prisonnier de Philippe Marie). Enfin, du côté italien, le prétendant était Francesco Sforza, époux de la fille naturelle de Philippe Marie, Blanche Marie. Pour finir, Louis Ier de Savoie, frère de la duchesse Marie de Savoie, la veuve de Philippe Marie, soutenait que le titre devait être remis à l'empereur.
Un groupe de citoyens milanais guidés par Innocenzo Cotta, Antonio Trivulzio, Teodoro Bossi, Giorgio Lampugnani et Giovanni da Ossona, profita de la confusion créée par cet imbroglio successoral pour convoquer le peuple à l'assemblée le 14 août et proclamer la République Ambrosienne.

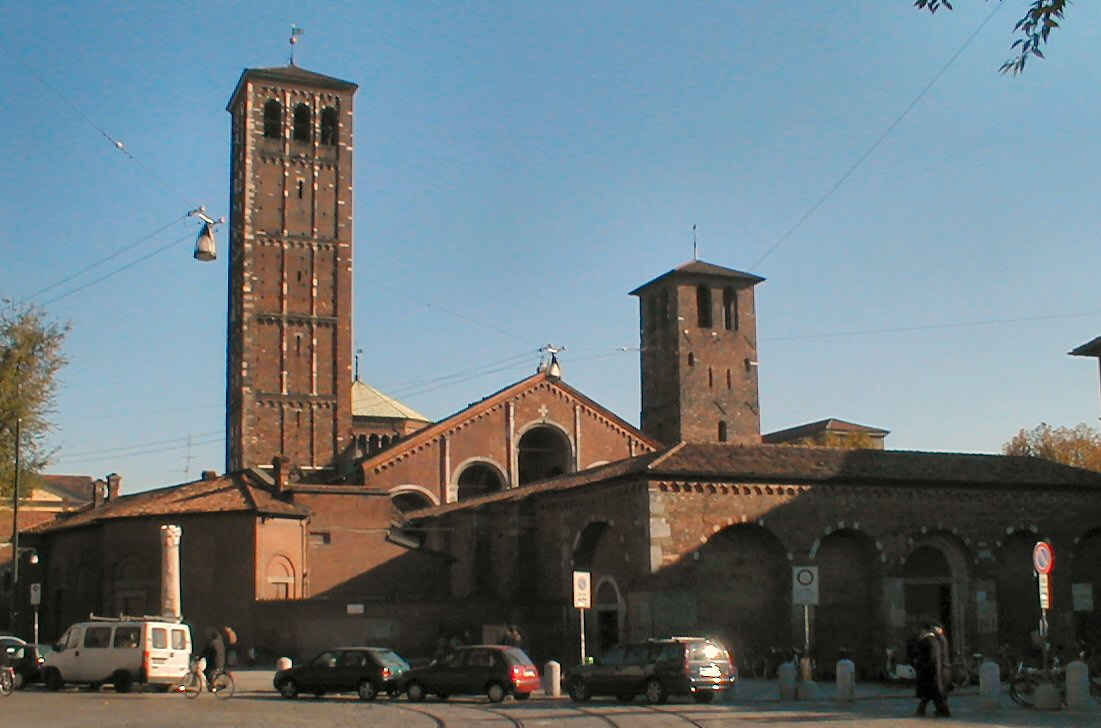
Milan : la basilique dédiée à saint Ambroise en l'honneur duquel la République prit le nom d'Ambrosienne

Le gouvernement de la République était régi par un conseil composé de 24 capitaines et défenseurs de la liberté (Capitani e difensori della libertà) (qui fut réduit à 12 par la suite) et par le Conseil général dit des Neuf Cents (consiglio dei Novecento), soit 150 représentants élus dans les assemblées paroissiales pour chacune des six portes de la cité.
Initialement, le gouvernement des capitaines, pour éviter toute prise de pouvoir et pour empêcher la naissance de factions, fut renouvelé tous les deux mois, créant ainsi une grande instabilité et laissant, de facto, le pouvoir décisionnel au Conseil des Neuf Cents.
Mais la naissance, à Milan, de cette république de tendance gibeline (c'est-à-dire, en l'occurrence, viscontienne et opposée à Venise) n'entraîne pas l'adhésion des principales cités du duché. Pavie et Parme revendiquent leur indépendance, Lodi et Plaisance se donnent aux Vénitiens.
Le 3 septembre 1447, voulant éviter la division du duché, la République appelle ses citoyens aux armes et fait appel à Francesco Sforza. Dans ses rangs se trouve un Gonzague, Charles, seigneur de Sabbioneta, frère de Louis III, marquis de Mantoue. Sforza s'impose comme seigneur de Pavie (17 septembre 1447), prend en même temps le contrôle de la flotte milanaise et reconquiert Plaisance (16 novembre 1447) après un long siège. La ville subit le pillage pendant cinquante jours et des milliers d'habitants sont massacrés. La méfiance à l'égard de Sforza s'installe à Milan. Lors d'un renouvellement du conseil des capitaines, en mars 1448, des guelfes et des représentants du peuple sont élus. Des tractations secrètes pour la paix avec Venise sont entamées mais, le 19 avril 1448, le Conseil des Neuf Cents n'arrive pas à s'accorder. Sforza continue ses conquêtes : en mai, il prend Vailate, Treviglio et Cassano ; en juillet, la flotte vénitienne du Pô est détruite à Casalmaggiore ; enfin en septembre, Sforza met en déroute l'armée vénitienne à Caravaggio, pillant le camp ennemi et amassant un énorme butin.

C'est alors que Sforza effectue une volte-face et conclut, à Rivoltella (Rosasco) le 18 octobre 1448, un pacte avec Venise où celle-ci concède à Sforza la conduite de la guerre pour la conquête du territoire entre les rivières Tessin et Sesia, laissant à la République ambrosienne la région comprise entre les rivières Adda et Tessin. Ce revirement de Sforza sème le trouble à Milan. Charles de Sabbioneta abandonne Sforza pour voler au secours de la République et est nommé, le 14 novembre, capitaine général du peuple (capitano generale del popolo). Cependant, Sforza conquiert Pizzighettone, puis, entre novembre et décembre, avec l'aide du marquis de Montferrat, Jean IV, il prend Binasco, Rosate, Abbiategrasso, Varèse, Legnano et Busto Garolfo.

Le 27 décembre 1448, la République ambrosienne offre une récompense de 10 000 ducats pour la capture de Francesco Sforza. Celui-ci conclut sa campagne à l'ouest de Milan avec la prise de Novare. Avec celles qui vont suivre d'Alexandrie (Alessandria), Tortona et Vigevano, Milan va se retrouver complètement encerclée.

En janvier 1449, une conjuration montée par des condottiere contre Charles de Sabbioneta est violemment réprimée et les mois qui vont suivre vont être une période de terreur pour les gibelins. Le 14 février, Parme ouvre ses portes à Sforza et dissout son régiment de défense.
Pour l'aider dans sa résistance, une armée de 6 000 mercenaires français fournis par le roi de France, Charles VII, arrive à Milan en mars 1449. Francesco Piccinino abandonne Sforza et tourne à Milan. Le 6 mars, Charles de Sabbioneta attaque et repousse les troupes de Sforza qui assiégeaient Monza. Le même jour, à Milan, un accord militaire a lieu entre la République et le duc de Savoie en échange de Novare et avec le duc d'Orléans en échange d'Alexandrie. Même le roi de Naples, Alphonse V, promet des aides à Milan. À l'opposé, le seigneur de Parme, Pier Marie Rossi, offre à Sforza 500 chevaux.

Le 22 avril, Bartolomeo Colleoni, au service de Francesco Sforza, bat les troupes françaises à Borgomanero puis s'empare de Melegnano le 1er mai. Mais celui-ci ne parvient pas à reprendre Monza, cependant qu'il prend Vigevano le 3 juin après un long siège et occupe les régions du Seprio (Castelseprio) et de la Brianza (autour de Monza). Les troupes de Sforza s'emparent de toutes les récoltes autour de Milan, en laissant la ville sans ressources.

En juillet 1449, les gibelins ont à nouveau la majorité au conseil. Des tractations sont menées dans toutes les directions : l'empereur, le roi de France, le pape, le roi de Naples sont sollicités. Et le 31 août, des émeutes populaires éclatent dans Milan, les guelfes prennent d'assaut le palais de l'Assemblée et les nobles gibelins prennent la fuite ; ceux qui se font prendre sont passés par les armes. Les nouveaux captaines et défenseurs plébéiens tentent de traiter avec Venise contre Sforza. Charles de Sabbioneta refuse le nouveau gouvernement de la République et se rallie à Sforza.
Le 8 septembre voit la fin des conseils républicains et Biagio Assereto devient podestat de Milan.

Le 11 septembre 1449, Lodi se livre à Sforza qui s'approche de Milan et arrive à ses portes. Le 24 septembre à Brescia, les Vénitiens signent avec la République Ambrosienne une paix par laquelle Milan aurait eu Côme, Lodi et la Brianza et Sforza les villes du Piémont, de Pavie, de Plaisance, de Parme et de Crémone. Les troupes vénitiennes se retirent, mais Sforza prend son temps et maintient ses troupes sur l'Adda pour empêcher les Vénitiens de réapprovisionner Milan en vivres. Puis, le 29 septembre, Sforza envoie à Venise son frère Alexandre pour défendre ses droits mais les Vénitiens n'acceptent que le pacte de Rivoltella (Rosasco) d'octobre 1448 et le 16 octobre, Sforza signe une trêve avec Milan sur les bases de la paix de Brescia.

Le 24 décembre, a lieu la signature d'un nouveau traité de paix entre Venise et la République
Ambrosienne dans le but d'isoler Francesco Sforza. Ce dernier répond en signant la paix avec le duc de Savoie le 27 décembre et en entamant des négociations avec le roi de Naples. Les troupes vénitiennes lèvent le siège qu'ils maintenaient autour de Milan.

En janvier 1450, les troupes vénitiennes entrent dans la Valsassina (province de Lecco) et se tiennent sur l'Adda en attendant les troupes milanaises. Sforza se trouve à Vimercate pour empêcher la jonction. Le 21 février, Gaspare Vimercati, qui a reçu l'ordre de rejoindre les Vénitiens, se porte à la tête du peuple milanais affamé, libère les prisonniers et affronte la milice milanaise. Les capitaines convoquent le Conseil des Neuf Cents mais une émeute populaire fait fuir les capitaines. Le palais de l'Assemblée est pris d'assaut, le représentant de Venise est tué ainsi que les autres Vénitiens présents dans le palais. Un comité révolutionnaire, dirigé par Gaspare Vimercati, traite avec Sforza la reddition à Vimercate pour le jour suivant. Le 26 février, Sforza entre dans Milan avec des chariots de vivres mais repart aussitôt à son camp à Vimercate, après avoir confié le gouvernement provisoire à Charles de Sabbioneta.

Le 3 mars, le nouveau gouvernement de Milan envoie au camp de Sforza 24 délégués (4 par porte) pour signer l'acte qui livre la ville à Sforza ; celui-ci est reconnu duc par son mariage avec Blanche Marie et la succession par des fils ou filles, légitimes ou illégitimes, est acceptée. Le 11 mars, l'Assemblée générale approuve la transmission des pouvoirs à Francesco Sforza tout en n'acceptant que les successions masculines légitimes.
Le 25 mars 1450, jour de la fête de l'Annonciation, Francesco Sforza entre à Milan par la porte Ticinese (du Tessin) en ayant refusé l'honneur du carroccio, char triomphal avec baldaquin et drap d'or blanc ; il recueille, acclamé par le peuple, la succession des Visconti : il est le nouveau duc de Milan et la république est de fait abolie.

## Anecdote
Le 9 janvier 1449, une loterie (en italien : lotteria, abrégé ultérieurement en lotto) a été organisée sur la place Saint Ambroise pour aider les caisses de la République alors exsangues. L'inventeur du jeu est Cristoforo Taverna, un banquier milanais.